# Bira (by)
 For alternative betydninger, se Bira. (Se også artikler, som begynder med Bira)
Bira (russisk: Бира) er en bymæssig bebyggelse (russisk: Посёлок городского типа) i den Jødiske autonome oblast i det den fjernøstlige del af Rusland. Den har et indbyggertal på 2.787 (2023) indbyggere. Den ligger på venstre bred af floden Bira, en biflod til floden Amur, ca. 50 kilometer nordvest for oblastens hovedby Birobidzjan. 

## Historie
I 1908 blev der bygget en jernbanestation i Bira, som i 1937 blev udvidet med en større station samt et depot. I 2006 besøgte den Jødiske autonome oblasts overrabbiner Mordechai Sheiner Bira samt en række andre tidlige jødiske bosættelser for at indsamle informationer om de jøder, der lå begravede på de lokale gravpladser, og som var afdøde før 2. verdenskrig. Per 2007 var der stadig nogle af de oprindelige bosættere i live

## Eksterne henvisning
- Bira på Google Maps